# Kostel svatého Martina (Měrotín)
Kostel svatého Martina v Měrotíně je renesanční stavbou z let 1618–1619. Kostel je zapsán na seznam kulturních památek.

## Historie

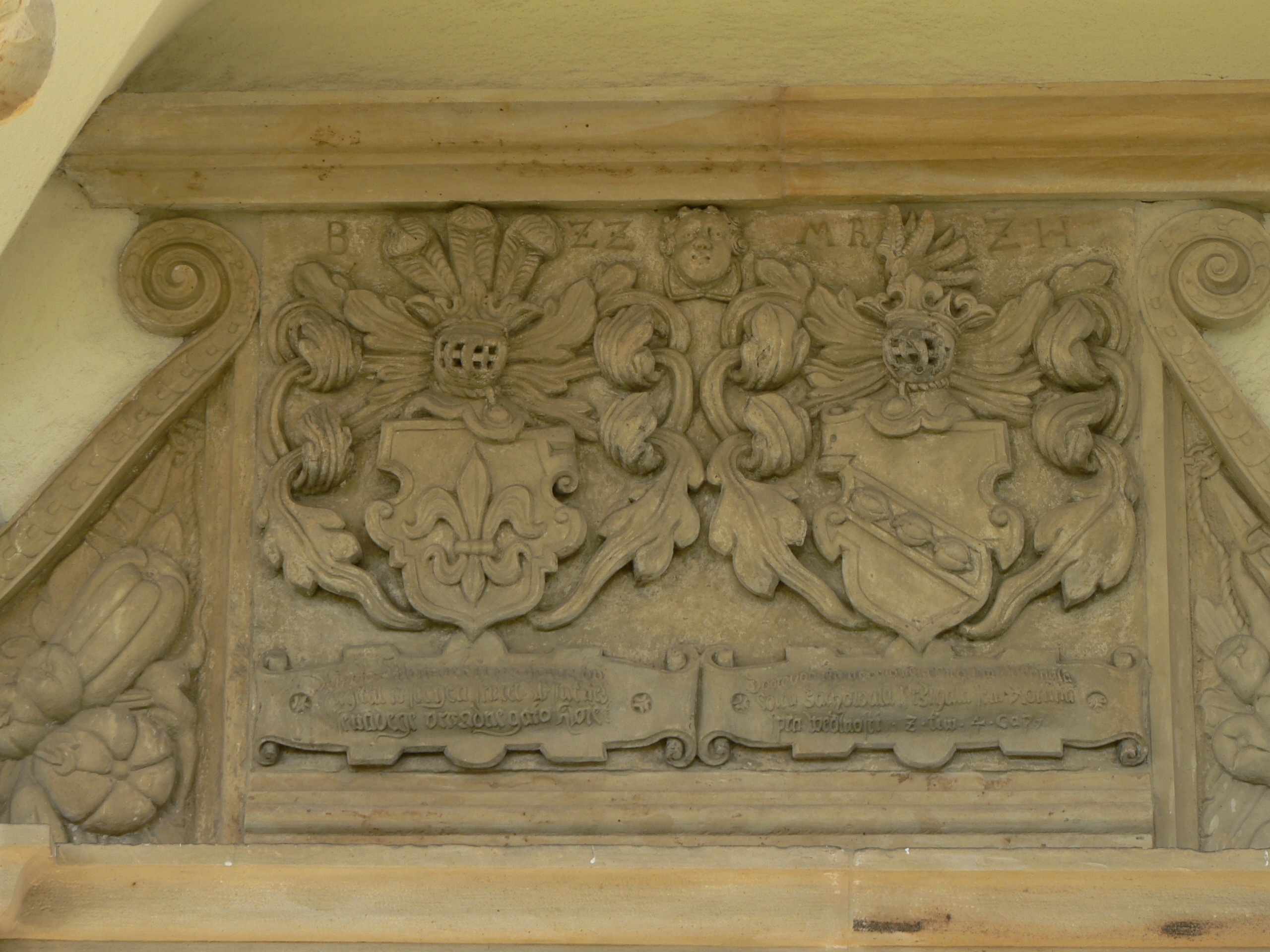
Erby stavitelů nad portálem

Původní kostel byl vystavěn v gotickém slohu, kněžiště bylo dokončeno v roce 1494. V roce 1618 byl tento kostel zbořen; na jeho místě nechal Bernard starší ze Zástřizl vystavět pro protestanty kostel nový, v renesančním slohu, zřejmě s využitím staršího gotického zdiva. Stavba byla dokončena v září 1619. Po požárech v letech 1788 a 1794 byla zaklenuta původně plochostropá loď a přistavěna sakristie. K poslední rozsáhlejší úpravě došlo v roce 1937 (Klaudius Madlmayr). Nad sakristií byla zřízena oratoř, podkruchtí prodlouženo do podvěží, k západnímu přístavku bylo přiloženo schodiště, vedoucí na kruchtu.

## Popis stavby
Kostel je orientovaná, podélná, jednolodní sálová stavba s pětibokým závěrem. Ze severu přiléhá čtyřboká sakristie, k bočním lodím otevřené předsíně, ze západu hranolová věž s přístavkem a točitým schodištěm. Fasády jsou hladké, prolomené okny se segmentovým záklenkem. Ve věži jsou okna obdélná, s kamennými šambránami, parapetními a nadokenními římsami. V nejvyšším, zvonicovém patře, jsou okna s kružbami.

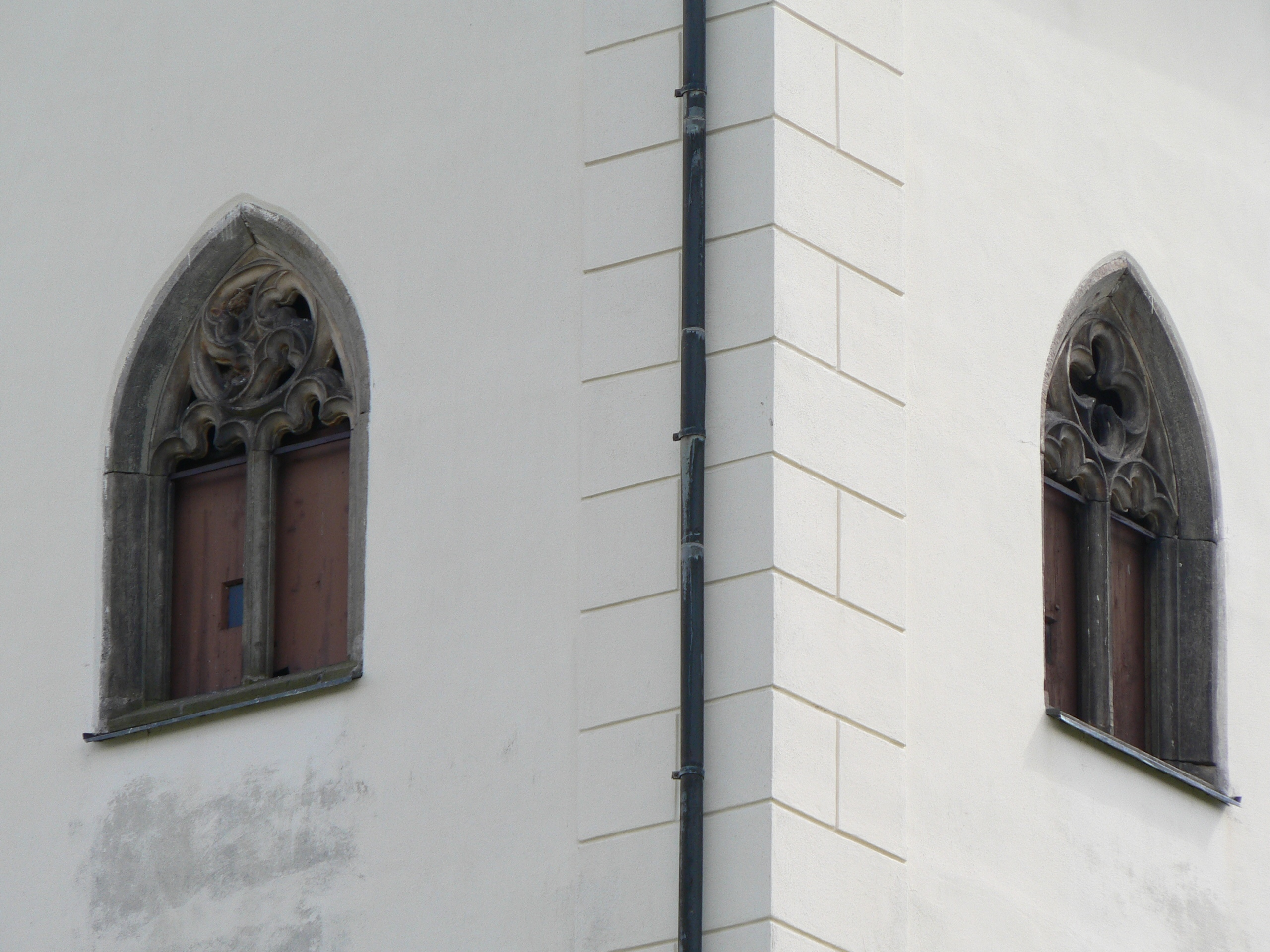
Gotická okna s kružbami na věži

Boční portály jsou chráněny arkádovými předsíněmi na iónských sloupech, zaklenutými dvěma poli křížové klenby. Delší strany původně zakrýval balustrový parapet. Štíty sloupových portálů obsahují erby Bernarda ze Zástřizl a jeho manželky Marie.
Původní vzhled kostela k roku 1648 lze vidět v měrotínské matrice.

### Interiér

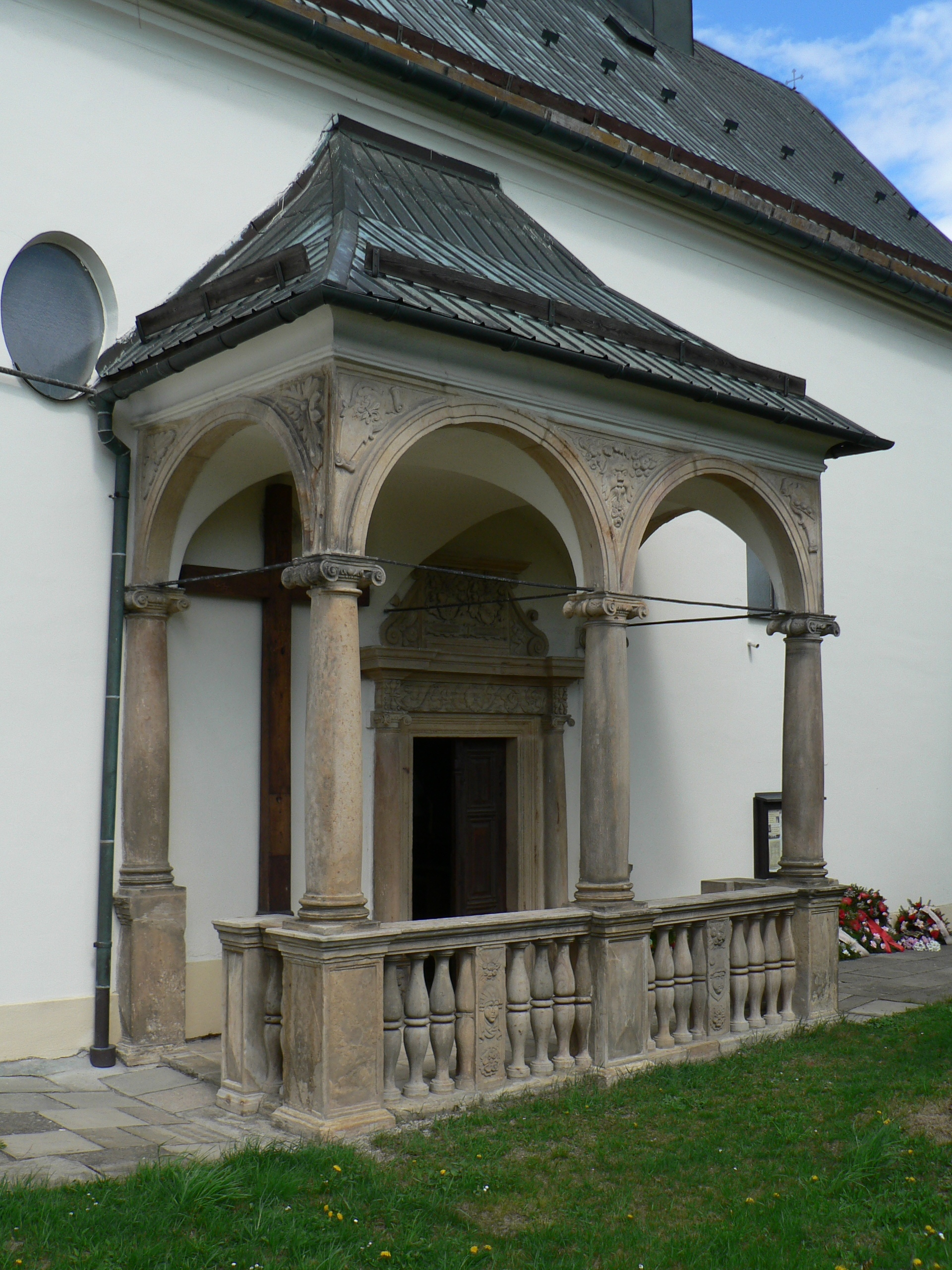
Předsíň před vstupem do kostela

Nevýrazný vítězný oblouk rozděluje sál na kněžiště a loď. Kněžiště zabírá pětiboký závěr kostela s paprsčitou žebrovou klenbou. Kamenná žebra klenby se protínají v kruhovém svorníku s rodovým erbem Zástřizlů. V severovýchodní zdi závěru je sanktuárium s letopočtem 1494. Sakristie je zaklenuta valeně s výsečemi, loď plackami mezi pasy. V západní části lodi je kamenná kruchta nesená iónskými sloupy, podklenutá křížově hřebínkovou klenbou. Čelo hudební kruchty zdobí reliéf královské dvojice se saněmi a hady. Podvěží a západní přístavek jsou podklenuty valeně s výsečemi.

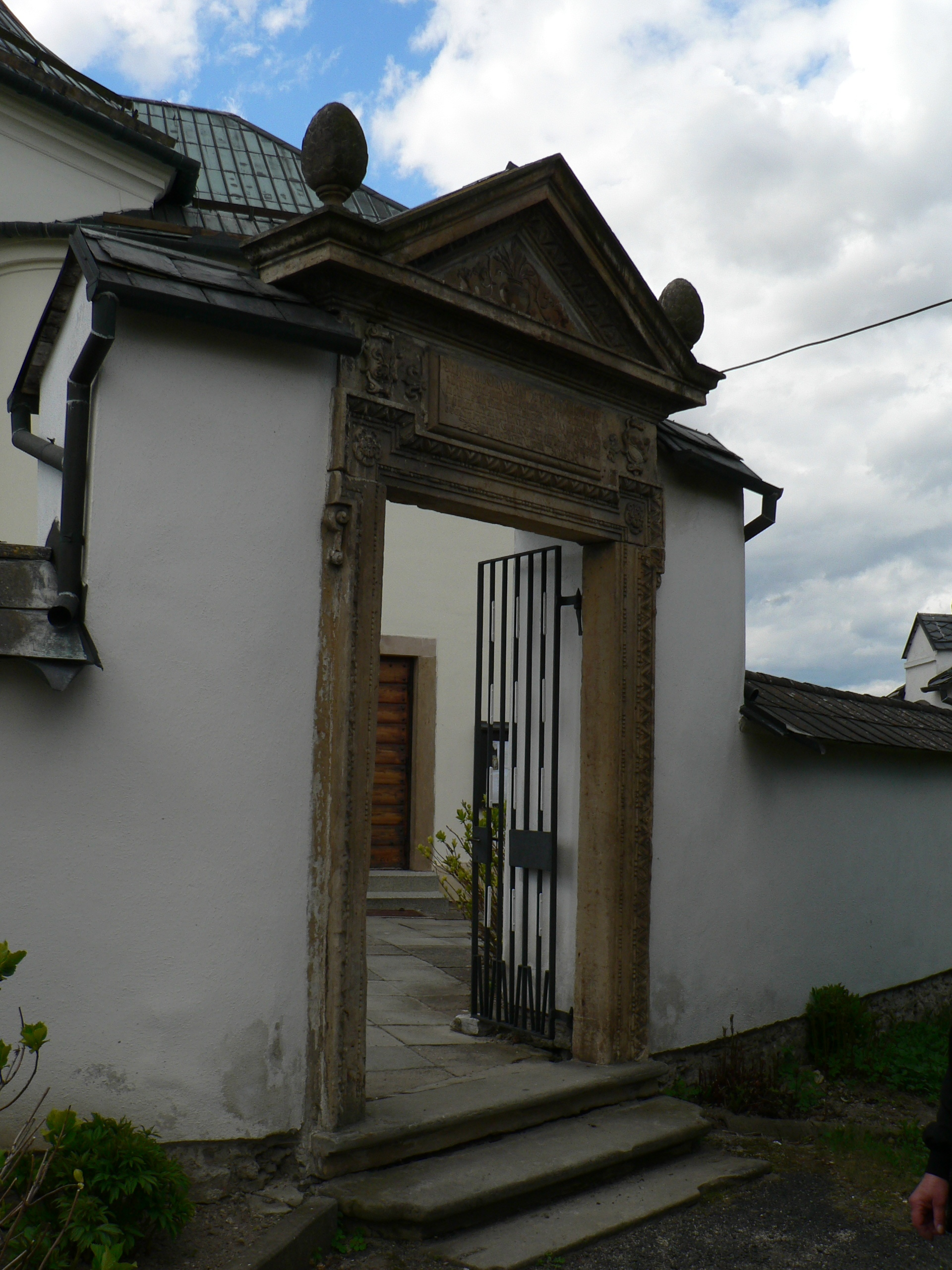
Vstupní branka do areálu kostela

### Zařízení
Přízední kazatelna z konce 18. století (s figurkou Mojžíše na stříšce), druhotně umístěná kamenná deska ze začátku 17. století s reliéfními erby Bernarda ze Zástřizl a jeho manželky. Zvon v sanktusníku s reliéfy sv. Jana Evangelisty a Floriána z roku 1867.
Soupis zařízení kostela k roku 1743 je uveden v místní matrice.

## Okolí kostela
Kostel je obklopen ohradní zdí bývalého hřbitova (zrušen 1837) s kamennou bránou s pamětním nápisem o zboření starého a stavbě nového kostela.